# Premi musical Léonie Sonning
El Premi musical Léonie Sonning (originalment en danès Léonie Sonnings musikpris), reconegut com el més alt reconeixement musical de Dinamarca, és un premi atorgat anualment per la Fundació Musical Léonie Sonning de Copenhaguen a un compositor, director o intèrpret que es considera que té una influència decisiva en el seu camp particular.
El Premi musical Léonie Sonning va ser establert formalment l'any 1965 per Leonie Sonning, vídua de l'editor danès Carl Johan Sonning, encara que ja havia estat atorgat l'any 1959 al compositor Igor Stravinsky.
El premi té una dotació de 600.000 corones daneses (uns 80.000 €) i inclou també un diploma acreditatiu i un monotip dissenyat per la pintora danesa Maja Lisa Engelhardt. Els guardonats són convidats a oferir un concert, normalment a Copenhaguen, i sovint també a donar una classe magistral a músics danesos.
Tot i que en general aquest premi està reservat als músics clàssics, també han estat atorgat en dues ocasions als músics de jazz, Miles Davis el 1984 i Keith Jarrett el 2004.
El premi no està directament relacionada amb el Premi Sonning, que és el premi danès va presentar per una fundació en memòria del difunt marit de Sonning, Carl Johan Sonning.

## Guanyadors del Premi musical Léonie Sonnings
| - 1959 - Igor Stravinsky - 1965 - Leonard Bernstein - 1966 - Birgit Nilsson - 1967 - Witold Lutoslawski - 1968 - Benjamin Britten - 1969 - Boris Christoff - 1970 - Sergiu Celibidache - 1971 - Arthur Rubinstein - 1972 - Yehudi Menuhin - 1973 - Dmitri Xostakóvitx - 1974 - Andrés Segovia - 1975 - Dietrich Fischer-Dieskau - 1976 - Mogens Wöldike - 1977 - Olivier Messiaen - 1978 - Jean-Pierre Rampal - 1979 - Janet Baker - 1980 - Marie-Claire Alain - 1981 - Mstislav Rostropóvitx - 1982 - Isaac Stern - 1983 - Rafael Kubelík - 1984 - Miles Davis - 1985 - Pierre Boulez - 1986 - Sviatoslav Richter - 1987 - Heinz Holliger - 1988 - Peter Schreier - 1989 - Gidon Kremer - 1990 - György Ligeti | - 1991 - Eric Ericson - 1992 - Georg Solti - 1993 - Nikolaus Harnoncourt - 1994 - Krystian Zimerman - 1995 - Iuri Baixmet - 1996 - Per Nørgård - 1997 - András Schiff - 1998 - Hildegard Behrens - 1999 - Sofia Gubaidúlina - 2000 - Michala Petri - 2001 - Anne-Sophie Mutter - 2002 - Alfred Brendel - 2003 - György Kurtág - 2004 - Keith Jarrett - 2005 - John Eliot Gardiner - 2006 - Yo-Yo Ma - 2007 - Lars Ulrik Mortensen - 2008 - Arvo Pärt - 2009 - Daniel Barenboim - 2010 - Cecilia Bartoli - 2011 - Kaija Saariaho - 2012 - Jordi Savall - 2013 - Simon Rattle - 2014 - Martin Fröst - 2015 - Thomas Adès - 2016 - Herbert Blomstedt - 2017 - Leonidas Kavakos - 2018 - Mariss Jansons |